# Unión Democrática Social
La Unión Democrática Social (UDS) es un partido político ecuatoguineano.

## Historia
El partido fue fundado en 1990 por exiliados ecuatoguineanos en Gabón y reconocido por las autoridades en 1992 en el contexto de la introducción del multipartidismo en Guinea Ecuatorial, bajo el liderazgo de Carmelo Modu Akuse Bindang. Nacido originalmente como una formación opositora al régimen de Teodoro Obiang Nguema, formó parte brevemente de la Plataforma de Oposición Conjunta (POC). En las elecciones legislativas de 1993 obtuvo el 7,4% del voto popular y cinco escaños en la Cámara de los Representantes del Pueblo.
No obstante, a partir de mediados de los años 90 la UDS comenzó a mostrar una postura favorable al gobierno de Obiang. Tras apoyar la candidatura presidencial del mandatario en los comicios de 1996, el partido entró en el gobierno asumiendo su líder Carmelo Modú como Ministro de Trabajo y Seguridad Social. Desde entonces, varios otros miembros de la UDS han asumido cargos gubernamentales y la formación se ha presentado junto a otras formaciones opositoras en coalición al gobernante Partido Democrático de Guinea Ecuatorial a elecciones legislativas.
Tras el fallecimiento de Carmelo Modu, la UDS eligió como su nuevo líder a Miguel Mba Nzang Mikue en su II Congreso Nacional Extraordinario en 2011.